# The Celts
The Celts (englisch für: „Die Kelten“) ist ein Lied der irischen Sängerin Enya aus dem Jahr 1986.

## Entstehung und Veröffentlichung
Geschrieben und komponiert wurde das Lied von der Sängerin selbst, zusammen mit der nordirische Schriftstellerin Roma Ryan. Es ist im 3⁄4-Takt gehalten hat ein Tempo von 80 Schlägen pro Minute. Für die Produktion zeichnete der irische Musikproduzent Nicky Ryan verantwortlich.
Die Erstveröffentlichung von The Celts erfolgte als Teil von Enyas selbstbetitelten Debütalbum – auch bekannt als The Celts – im Jahr 1986. Im Zuge einer Neuauflage des Debütalbums, erschien das Lied im November 1992 als zweite Singleauskopplung aus dem Album. Diese erschien unter anderem als 7″-Single mit der B-Seite Oíche chiún.
1987 diente The Celts als Soundtrack zur gleichnamigen BBC-Dokumentation.

## Musikvideo
Das dazugehörige Musikvideo entstand unter der Regie von Michael Geoghegan. In diesem ist Enya im roten Kleid mit großen Ohrringen als keltische Kriegerin auf einem Schimmel zu sehen. Im Oktober 2009 auf Enyas offiziellem YouTube-Kanal veröffentlicht, zählte es bis Oktober 2023 über 16 Millionen Aufrufe.

## Charts und Chartplatzierungen
| ChartsChartplatzierungen     | Höchstplatzierung | Wochen |
| ---------------------------- | ----------------- | ------ |
| Vereinigtes Königreich (OCC) | 29 (4 Wo.)        | 4      |